# Edrudia
Edrudia is een monotypisch geslacht van korstmossen dat behoort tot de familie Lecanoraceae. Het bevat alleen de soort Edrudia constipans.